# 콘브레드
콘브레드(영어: cornbread)는 옥수수가루로 만드는 미국의 옥수수빵이다. 퀵 브레드의 일종으로, 베이킹파우더를 사용해서 팽창시킨다.

## 역사

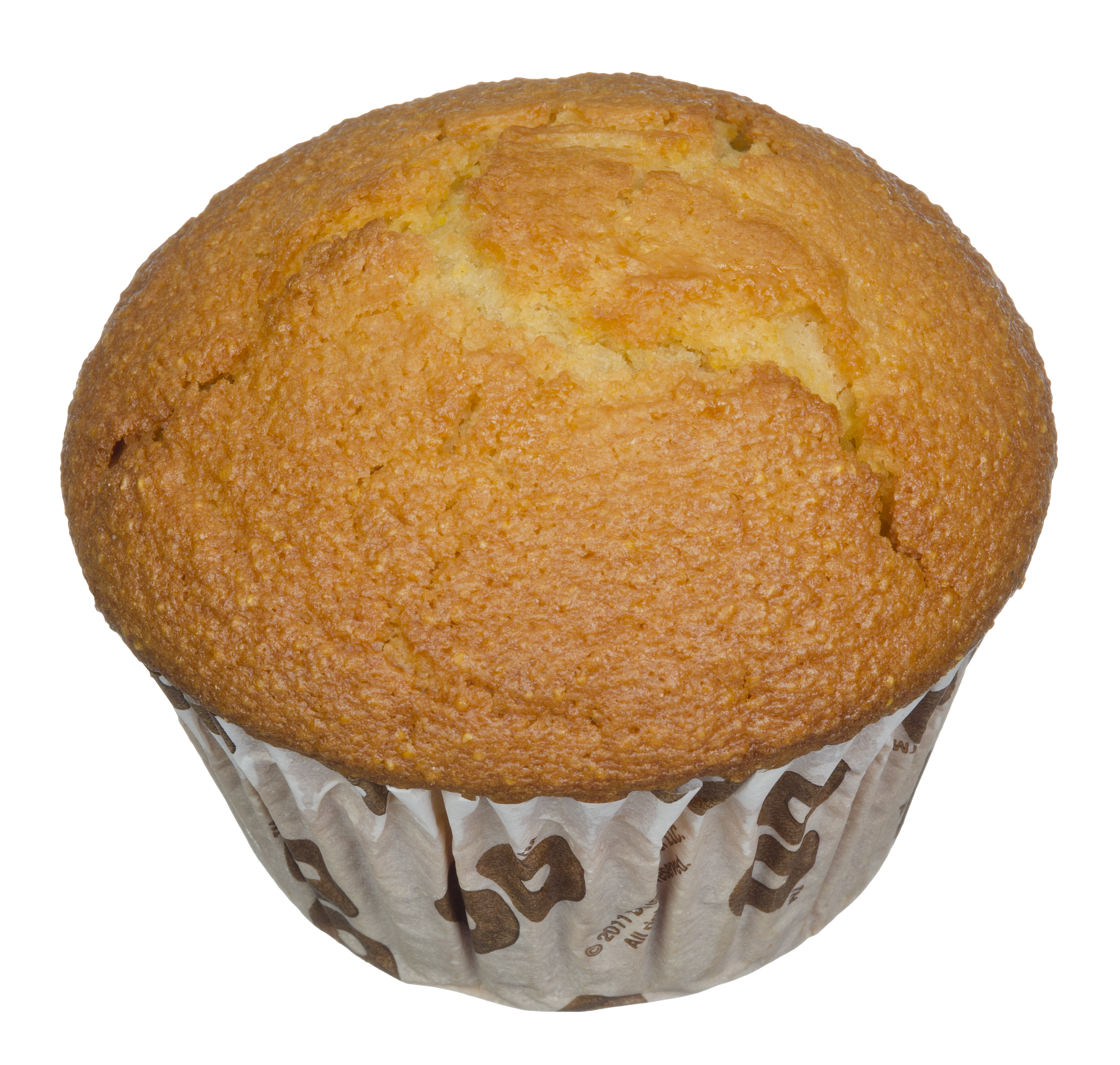
머핀 형태로 제공된 콘브레드

유럽의 탐험가들이 아메리카에 도착하기 전까지 아메리카 원주민들은 약 1000년 동안 음식에 옥수수 가루를 사용해 왔다. 아메리카가 유럽인에 의해 발견되자, 유럽의 개척자들 중 특히 영국의 식민지에 사는 사람들은 체로키 족, 치카소 족, 촉토 족, 크리크 족 등의 원주민들로부터 옥수수 레시피와 그 과정을 배웠다. 곧 그들은 유럽의 옥수수로 만든 빵과 비슷한 빵 레시피를 만들 수 있었고 이 빵은 널리 퍼져 남부 미국에서는 "코너스톤"이라고 불리게 되었다.
옥수수가루는 말린 생옥수수를 갈아서 만들어지지만 고대 아메리카 원주민들은 그리츠를 즐겨 먹었다. 그리츠는 알칼리성의 수산화 칼슘을 포함하고 있는 뜨거운 물에 생옥수수를 담가서 만들 수 있다. 물에 수산화 칼슘을 첨가하면 아미노산과 나이아신을 활성화시켜서 영양가를 늘릴 수 있다. 알칼리성에 노출된 옥수수는 호미니라고 불렸다. 고대 아메리카의 이 옥수수 조리 과정은 후세에 닉스타말화라고 이름이 붙여졌다.
콘브레드와 그리츠 외에도 아메리카 원주민들은 옥수수를 다양한 요리에 썼다.

## 콘브레드의 종류
콘브레드는 여러 방법으로 조리할 수 있으며, 조리법에 따라 이름도 다양하다.

### 베이크트 콘브레드
미국 중에서도 특히 남부와 남서부 지방은 이 종류의 콘브레드가 흔하다. 이곳에서는 베이크트 콘브레드가 흔히 바비큐와 같이 제공되며, 일부에서는 빵을 잘게 부수어 잔에 담아서 먹기도 한다. 콘브레드에 강낭콩을 곁들인 레시피 역시 흔하다. 이외에도 버터, 양파, 파 등 많은 종류의 음식이 베이크트 콘브레드와 같이 제공된다. 이렇게 사이드 디시로서 베이크트 콘브레드는 인기있는 메뉴 중 하나이다. 추수감사절에도 칠면조고기와 함께 베이크트 콘브레드를 먹기도 한다.
서로 다른 옥수수를 쓰고 설탕과 달걀의 종류도 다양하기 때문에 미국에서는 북부의 콘브레드와 남부의 콘브레드가 서로 다르다. 북부의 콘브레드가 점점 달아지고 케이크와 비슷해지는 동안 남부의 콘브레드는 전통적으로 설탕을 섞지 않았으며, 옥수수 이외의 곡물 또한 쓰지 않았다. 남부의 콘브레드에는 우락유가 들어가기도 하였으며, 돼지 껍데기 또한 종종 쓰였다. 가끔 조각낸 콘브레드가 차가운 우유나 우락유와 함께 제공되기도 한다. 텍사스에서는 멕시코의 영향이 들어와 치즈나 멕시코산 고추를 콘브레드에 곁들이기도 한다.

### 콘 푼
콘 푼은 두껍고 유연한 반죽으로 만들어진 콘브레드의 종류이며, 독특한 종류의 팬으로 구워진다. 버터와 마가린이 사용되며, 종종 식용유가 사용되기도 한다. 콘 푼은 남부 미국의 주식이기도 했다. 또한 이 빵은 마크 트웨인 등 많은 작가의 작품에 다뤄졌다.

### 핫 워터 콘브레드
핫 워터 콘브레드는 뜨거운 물을 이용해서 조리하는 콘브레드의 일종이다. 이 콘브레드는 "핫 워터"나 "스칼드 밀"로도 흔히 알려져 있다.

## 같이 보기
- 브로아
- 콘도그
- 옥수수빵
- 퀵 브레드